# Coppa delle Coppe dell'AFC 2001-2002
La Coppa delle Coppe dell'AFC 2001-2002 è la 12ª e ultima edizione della coppa a cui prendono parte 26 squadre da altrettante federazioni provenienti da tutta l'Asia.

## Primo Turno

### West Asia
| Squadra 1           | Totale        | Squadra 2              | Andata  | Ritorno |
| ------------------- | ------------- | ---------------------- | ------- | ------- |
| Al Sadd             | 2-2 (5-3 dtr) | Fajr Sepasi            | 1-1     | 1-1     |
| Al-Sha'ab Hadramaut | 3-7           | Al Wahdat              | 3-2     | 0-5     |
| Al Ain              | (w/o)1        | Al Salmiya             | {{{6}}} | {{{7}}} |
| Al Aqsa             | 4-4           | Al-Quwa Al-Jawiya      | 1-0     | 3-4     |
| Teshrin             | 3-4           | Al Hilal               | 2-3     | 1-1     |
| Nisa Aşgabat        | 2-4           | Regar-TadAZ Tursunzoda | 1-0     | 1-4     |
| SKA-PVO Bishkek     | 3-4           | Pakhtakor Tashkent     | 2-1     | 1-3     |

1 Al Salmiya ritirata

### East Asia
| Squadra 1                    | Totale | Squadra 2        | Andata  | Ritorno |
| ---------------------------- | ------ | ---------------- | ------- | ------- |
| South China                  | (w/o)1 | Negombo Youth SC | {{{6}}} | {{{7}}} |
| Rappresentativa del Pakistan | (w/o)2 | Cong An          | {{{6}}} | {{{7}}} |
| Victory                      | 4-2    | PSM Makassar     | 3-0     | 1-2     |

1 Negombo Youth SC ritirata

2 Rappresentativa del Pakistan ritirata

## Secondo Turno

### West Asia
| Squadra 1          | Totale | Squadra 2              | Andata | Ritorno |
| ------------------ | ------ | ---------------------- | ------ | ------- |
| Al-Shabab          | 2-3    | Al-Sadd                | 0-0    | 2-3     |
| Al Wahdat          | 2-3    | Al-Ain                 | 2-1    | 0-2     |
| Al-Hilal           | 7-1    | Al Aqsa                | 5-0    | 2-1     |
| Pakhtakor Tashkent | 3-5    | Regar-TadAZ Tursunzoda | 2-2    | 1-3     |

### East Asia
| Squadra 1               | Totale | Squadra 2       | Andata | Ritorno |
| ----------------------- | ------ | --------------- | ------ | ------- |
| South China             | 3-8    | Shimizu S-Pulse | 3-2    | 0-6     |
| Jeonbuk Hyundai Motors  | 12-0   | Victory         | 8-0    | 4-0     |
| Chongqing Lifan         | 9-1    | Cong An         | 8-1    | 1-0     |
| Royal Thai Air Force FC | 1-5    | Home United     | 1-0    | 0-5     |

## Quarti di finale

### West Asia
| Squadra 1              | Totale | Squadra 2 | Andata | Ritorno |
| ---------------------- | ------ | --------- | ------ | ------- |
| Al-Sadd                | 2-2    | Al-Ain    | 1-0    | 1-2     |
| Regar-TadAZ Tursunzoda | 0-5    | Al-Hilal  | 0-2    | 0-3     |

### East Asia
| Squadra 1              | Totale | Squadra 2       | Andata | Ritorno |
| ---------------------- | ------ | --------------- | ------ | ------- |
| Jeonbuk Hyundai Motors | 3-3    | Shimizu S-Pulse | 1-1    | 2-2     |
| Home United            | 0-4    | Chongqing Lifan | 0-2    | 0-2     |

## Semifinali
| Doha 28 marzo , 2002                                | Al-Sadd   | 0 – 1             | Al-Hilal |  |
| \| \| \| \| \| \| Marcatori \| 49’ Edmilson Dias \| |           |                   |          |  |
|                                                     |           |                   |          |  |
|                                                     | Marcatori | 49’ Edmilson Dias |          |  |

| Doha 28 marzo , 2002                                     | Jeonbuk Hyundai Motors | 2 – 0 | Chongqing Lifan |  |
| \| \| \| \| \| Park Sung-bae 20’, 85’ \| Marcatori \| \| |                        |       |                 |  |
|                                                          |                        |       |                 |  |
| Park Sung-bae 20’, 85’                                   | Marcatori              |       |                 |  |

## Finale terzo posto
| Doha 30 marzo , 2002                         | Al-Sadd              | 0 – 0 | Chongqing Lifan |  |
| \| \| \| \| \| \| Tiri di rigore 7 – 6 \| \| |                      |       |                 |  |
|                                              |                      |       |                 |  |
|                                              | Tiri di rigore 7 – 6 |       |                 |  |

## Finale
| Doha 30 marzo , 2002                                                                                  | Al-Hilal  | 2 – 1 (d.t.s.)                 | Jeonbuk Hyundai Motors |  |
| \| \| \| \| \| Edmilson Dias 49’ Hussein Al-Ali 98’ \| Marcatori \| Julio Cesar Gouveia 73’ (rig.) \| |           |                                |                        |  |
| |           |                                |                        |  |
| Edmilson Dias 49’ Hussein Al-Ali 98’                                                                  | Marcatori | Julio Cesar Gouveia 73’ (rig.) |                        |  |